# Dušan Repovš
Dušan D. Repovš (Lubiana, 30 novembre 1954) è un matematico sloveno noto per i suoi contributi al analisi non lineare e alla topologia.

## Biografia
Laureatosi in matematica nel 1977 presso l'Università di Lubiana. Conseguito il dottorato di ricerca presso l'Università statale della Florida con stipendio dal programma Fulbright. 
Attualmente è professore ordinario presso l'Università di Lubiana, dove lavora presso la Facoltà di Matematica e Fisica e la Facoltà di Educazione. 
Dirige il gruppo nazionale per l'analisi non lineare, topologia e geometria presso l'Istituto di Matematica, Fisica e Meccanica a Lubiana.
L'Agenzia di Ricerca Slovena ha selezionato questo gruppo come uno dei migliori gruppi di programmi di ricerca in Slovenia. 
È membro dell'Accademia europea delle scienze e delle arti, dell'Accademia Peloritana dei Pericolanti, e membro fondatore dell'Accademia di ingegneria slovena.

## Attività scientifica
Repovš è il principale esperto sloveno in analisi non lineare e la topologia e uno dei più conosciuti matematici della Slovenia. 
Ha pubblicato più di 450 articoli di ricerca e 4 monografie. Ha presentato più di 400 conferenze su invito in varie conferenze internazionali e università intorno al mondo. 
I suoi principali interessi di ricerca sono analisi non lineare e topologia. Suoi risultati più conosciuti sono la soluzione del problema di riconoscimento per 3-varietà, 
la prova del criterio di cellularietà nella dimensione quattro e la prova di caso Lipschitz della nota classica congettura di Hilbert-Smith.
Ha anche ottenuto molti risultati importanti riguardo problemi di equazioni differenziali alle derivate parziali.
È un editore associato di Journal of Mathematical Analysis and Applications, Advances in Nonlinear Analysis, Boundary Value Problems, Complex Variables and Elliptic Equations. Copre uno spettro molto ampio: problemi con crescita non standard (esponenti variabili, problemi 
anisotropi, problemi a doppia fase), analisi qualitativa di soluzioni di PDE semilineari e quasilineari (condizioni di Dirichlet, Neumann, e Robin), 
problemi singolari e degeneri, problemi di disuguaglianza (variazionale, emivariazionale, sia stazionaria che evolutiva). La sua analisi di 
questi problemi combina metodi eccellenti nell'interazione tra analisi funzionale non lineare, teoria dei punti critici, metodi variazionali,
topologici e analitici, fisica matematica e altri.

## Onorificenze
| 1995 | Premio l'Ambasciatore delle scienze della Repubblica di Slovenia |
| 1996 | Eletto all'Accademia di ingegneria slovena                       |
| 1997 | Premio della Repubblica di Slovenia per le scienze               |
| 2004 | Eletto all'Accademia europea delle scienze                       |
| 2009 | Premio Medaglia commemorativa di Bogolyubov                      |
| 2014 | Laura Honoris Causa dall'Università di Craiova                   |
| 2017 | Eletto all'Accademia europea delle scienze e delle arti          |
| 2022 | Eletto all'Accademia Peloritana dei Pericolanti                  |